# Louis Amiable
Louis Amiable, né à Montbrison le 16 février 1837, et mort à Aix-en-Provence le 23 janvier 1897, est un avocat, auteur et franc-maçon français, docteur en droit et maire du 5e arrondissement de Paris.

## Biographie
Lauréat de la faculté de droit de Paris en 1859, Louis Amiable est reçu docteur en droit en 1861. Il s'établit à Constantinople en 1864 et y fonde la Société du Barreau de Constantinople qu'il préside de 1872 à 1874. Il devient le conseiller légal de la Sublime Porte de 1875 à 1879.
Louis Amiable est nommé maire du 5e arrondissement de Paris de 1888 à 1891, démissionnant pour cause de santé. Il collabore au Journal des économistes, au Progrès de Lyon, à La République française de Gambetta et à La justice de Clemenceau.
Il est conseiller à la cour d'appel d'Aix-en-Provence en novembre 1892, ville ou il meurt le 23 janvier 1897. Il est enterré au cimetière du Château à Nice.

## Franc-maçonnerie
Louis Amiable est membre du grand collège des rites et du conseil de l'ordre du Grand Orient de France. Il est l'auteur d'une monographie sur la loge des Neuf Sœurs (1897), qui est au XXe siècle assez sévèrement critiquée. En 1886, il met en œuvre une réforme du Rite français dans une version adogmatique et positiviste.

## Distinctions
- Chevalier de la Légion d'honneur, nommé le 13 juillet 1891[4];
- Grand officier de l'Ordre du Nichan Iftikhar ;
- Commandeur de l'Ordre du Medjidie[1].

## Publications
- Louis Amiable et J-C Colfavru, Exposé historique et doctrinal, GODF, 1890, PDF (lire en ligne).
- Louis Amiable, Une loge maçonnique d'avant 1789, la loge des Neuf Sœurs, étude critique : Charles Porset, Paris, Les Éditions Maçonnique de France.
- Louis Amiable, De la Situation maçonnique à Constantinople, en Grèce et en Italie, 1895, PDF (lire en ligne).
- Louis Amiable, De la Responsabilité de l'ex-empereur et de ses ministres, Thorin, 1871, PDF (lire en ligne).